# Ismaël Margain
Ismaël Margain, né en 1992 à Sarlat, est un pianiste classique français.

## Biographie
Ismaël Margain est né en 1992 à Sarlat où il entame sa formation musicale: piano, flûte, saxophone, jazz et écriture. Encouragé par Vahan Mardirossian et Jacques Rouvier , il rentre au Conservatoire national supérieur de musique et de danse de Paris  où il étudie notamment auprès de Nicholas Angelich, Roger Muraro, et Michel Dalberto,. Il y obtient son Diplôme d'Artiste Interprète en 2017.
Depuis il reçoit les conseils de la pianiste Maria-João Pires.
En 2012 il est lauréat du Concours International Long-Thibaud, puis il est nommé dans la catégorie "révélation soliste instrumental" aux Victoires de la Musique Classique. À la suite de ces récompenses, Ismaël part en tournée en Amérique Latine et aux Etats-Unis pour une série de récitals et master class, de retour en Europe il se produit en Allemagne, en Suisse, en Italie, en Espagne et en Bulgarie.
Il est l’invité régulier de nombreux festivals (Pâques et Août Musical à Deauville, Piano aux Jacobins à Toulouse, Nohant Festival Chopin, l’Esprit du Piano à Bordeaux, Lille Piano(s) Festival, Festival de Mecklenburg-Vorpommern et Festival de piano de la Ruhr (de) en Allemagne, All about piano à Londres ...) où il se produit en solo et en musique de chambre avec Alexandra Soumm, Renaud Capuçon, Edgar Moreau, Bertrand Chamayou, Thomas Enhco, les quatuors Hermès et Hanson, Mathilde Calderini. Il joue en tant que soliste avec l'Orchestre philharmonique de Radio France, l'Orchestre national de Lille, l'Orchestre national d'Île-de-France,, l'Orchestre national de France.
Il apparait également sur les plus belles scènes parisiennes parmi lesquelles la Salle Gaveau , l’Auditorium du Louvre, la Cité de la Musique, le Théâtre des Champs-Elysées.
Ismaël Margain est artiste associé à la Fondation Singer Polignac, lauréat du prix de la Yamaha Music Foundation of Europe (en), lauréat de l’Académie musicale de Villecroze, soutenu par la Fondation SAFRAN, la Fondation l'Or du Rhin, et la Fondation Banque Populaire. En 2010 il forme un duo avec Guillaume Bellom avec qui il enregistre deux disques, consacrés à Schubert et Mozart sous le label Aparté/Harmonia Mundi. Il réalise ensuite 3 enregistrements live pour le label B Records: Mendelssohn en 2015, Schubert en solo en 2017, et un récital à 2 pianos avec Guillaume Bellom en 2018. La mezzo-soprano Ambroisine Bré l’invite sur son album « Psyché », paru en 2021. L’année suivante, il signe avec Naïve Records: son premier disque solo en studio, un récital Chopin / Fauré, paraît en février 2023. Un album Mozart est en préparation pour 2024...
En juin 2020, une plateforme Internet destinée à la diffusion en direct de concerts de musique classique, RecitHall, est créée à son initiative, en réponse aux conséquences socio-économiques de la pandémie de Covid-19 subies par les musiciens,.

## Prix et distinctions
- 2011 : 
  - lauréat du Concours international Génération SPEDIDAM[2],[3];
  - 1er Prix au Concours de la Société des arts à Genève ;
- 2012 : 
  - prix du public au Concours Long-Thibaud[2],[3];
  - 3e Grand Prix Marguerite Long[2],[3];
- 2015 : Victoires de la musique classique nommé dans la catégorie révélation soliste instrumental[2],[3];
- lauréat du prix de la Yamaha Music Foundation of Europe[2],[3].

## Discographie
Ismaël Margain a enregistré pour les labels Aparté et B-Records.
- 2012 : Schubert, Fantaisie en fa mineur, D. 940 ; Grand duo, D. 812… - avec Guillaume Bellom (Aparté AP056) (OCLC 880982177);
- 2013 : Mozart à quatre mains - avec Guillaume Bellom (Aparté)[2],[3] (OCLC 897649664). « ƒƒƒƒ » de Télérama ;
- 2015 : Mendelssohn, Sextuor, op. 110 ;  Quatuor no 3, op. 3 - avec Pierre Fouchenneret, violon ; Adrien Boisseau, alto ; Amaury Coeytaux, violon ; Adrien La Marca, alto (concerts mai et juin 2014, B Records LBM 003) (OCLC 930922491);
- 2017 : Schubert, Sonate no 21, D. 960 ; Drei klavierstücke, D. 946 (B Records LBM 006)[2],[3] (OCLC 1010314960);
- 2018 : À deux pianos : Brahms, Schumann, Rachmaninov et Chostakovitch (2 août 2017, B-Records LBM 010) (OCLC 1104316301).